# Haloxylon
Haloxylon är ett släkte med halofila växter som tillhör amarantväxterna. Tre av dessa arter kallas för saxauler: Haloxylon ammodendron, Haloxylon aphyllum och Haloxylon persicum. I centralasiens saltrika öknar är ett stort antal fåglar beroende av saxaulskog, exempelvis saxaulsparv och saxaulsångare.
I den tidigare bädden av Aralsjön planteras saxaulträd för att hindra vinden från att plocka upp förorenad sand från den torkade havsbottnen och sprida dem genom atmosfären. Planen är att täcka hela den tidigare bädden med en skog.